# アレチウリ
アレチウリ（荒れ地瓜、学名: Sicyos angulatus）はウリ科の大型のツル植物で1年生草本。英名(burr cucumber)は、トゲのあるキュウリの意。北米原産で日本では北海道から九州で帰化植物として知られ、特定外来生物に指定されている。また、日本生態学会によって日本の侵略的外来種ワースト100に選定されている。

## 分布と生育環境
北アメリカを原産地とするが、南アメリカ・ヨーロッパ・アフリカ・アジア・オセアニアにも外来種として移入分布する。
やや湿り気のある腐葉土を好み、林縁や河岸の土手などに大群落を作ることがある。

## 形態
一年生の草本。茎はつる性で長さ数メートル (m) になり、3 - 4分岐した巻きひげで他物に絡まる。葉は長い柄がつき、葉身はふつう3 - 7裂する。葉面には白色の凸点が点在し、ざらつく。
花期は8月から9月。雌雄同株で雌雄異花。雌花は淡緑色で直径約6ミリメートル (mm) 、短い枝の先に球状に多数が集合する。雌蕊は1個で子房下位。雄花は黄白色で直径約10 mm、長い枝の先に総状に咲く。葯は合着して一塊になり、花柄には腺毛がまばらにある。
花の後には軟らかい白いトゲに覆われた果実がなる。果実は長さ1センチメートル (cm) ほどの扁平な長卵形から長楕円形で、長くて鋭い棘が密生し、金平糖のような形にかたまって結実する。中に1個だけ種子が入る。種子は扁平な卵形で、長さは1 cm。
繁殖力は凄まじく、1株当たり25,000個以上の種子をつけていた例も報告されている。実には苦さや渋みがあり、食用には適していない。

## 外来種問題

### 侵入と拡散

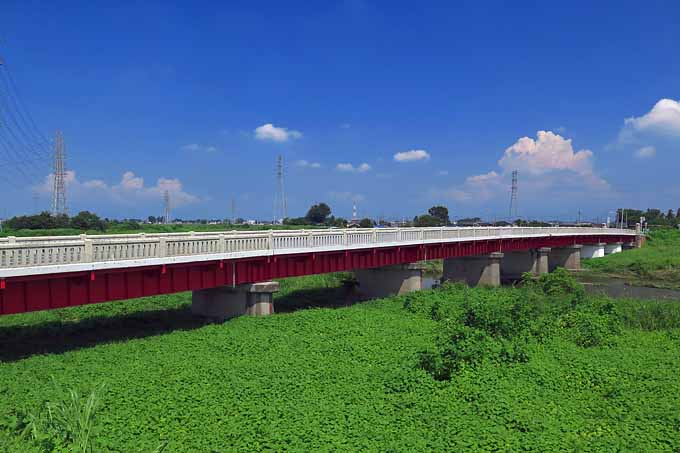
小山川に架かる滝岡橋。河原に生える草は全てアレチウリである。

日本では1952年（昭和27年）に、静岡県清水港でアメリカやカナダからの輸入大豆に種子が混入しているのが確認され、杉本順一によって報告されたのが最初とされている。その後の増え方は急激で、千曲川流域では1970年（昭和45年）に侵入が確認された。セイタカアワダチソウの様に土木作業機械や工事車両に付着、工事の残土、埋め戻し用土砂と共に拡散をした。旧千葉県農業試験場や四国農業試験場では、ウリ科野菜苗の台木としての利用が研究されたことがある。
豆腐豆の流通経路に沿って分布を広げ、近年では各地の河川敷などで群生して広い草ヤブを作っている。北海道の一部､青森県以南から九州までの日本各地で広がりつつある。鋭い棘が有るため果実そのままを食べる鳥はいないが、地面にこぼれ落ちた種子は野鳥（種類は特定されていない）が食べ、その糞に混じり周辺部や山間部にも拡散している。河川敷では特に増水に伴い上流から下流に拡散している。

### 農作物や生態系への影響
スイカ果実汚斑細菌病
病原細菌はウリ科雑草のアレチウリ、カラスウリに病原性を有するが、アマチャヅルには病原性がない。病斑を形成した発病苗やウリ科雑草は2次伝染源となる可能性がある。スイカ作付け圃場周辺にカラスウリ、アレチウリが自生している場合は、抜き取って処分する。
多摩川流域では渡り前のツバメのねぐらとなるヨシ原がアレチウリに侵食され、減少している。

### 駆除または防除
長野県では県が主体となってアレチウリを駆除するため、毎年7月の最終日曜日を「アレチウリ駆除全県統一行動日」を定め、2007年（平成19年）7月29日に駆除を行う民間団体、市町村、県等が連携して、県下各地で駆除作業を行った。以後定期的に駆除作業が行われている。
国土交通省千曲川河川事務所は抜き取り作業によるアレチウリ駆除のマニュアルを整理している。それによると
- 種を付ける前に抜き取る。
- できるだけ小さいうちに抜き取る。
- 1年に数回抜き取る。
- アレチウリが現れなくなるまで数年間続ける。

というのがその基本で、6月から9月に計三回の駆除作業を数年間継続しないと効果が出ない。
また、長野県林業総合センターによれば、『長野県では8月10日以降に発芽した個体は、開花結実しない』という結果が出ている。また、駆除のために種子を地中に埋没させる方法が研究されている。
ツルのように巻き付きながら高木をも覆い尽くして枯死させてしまう、成長・繁殖力が強いこと、根が残ると再生することから、「まわりの固有在来種が根こそぎ駆逐されてしまう恐れがある」として、2006年（平成18年）2月から駆除すべき「特定外来生物」に指定された。
アレチウリは外来種であるものの日本在来のスズメバチ類が好んで花を訪れるので除草の際には注意が必要である。

## 画像

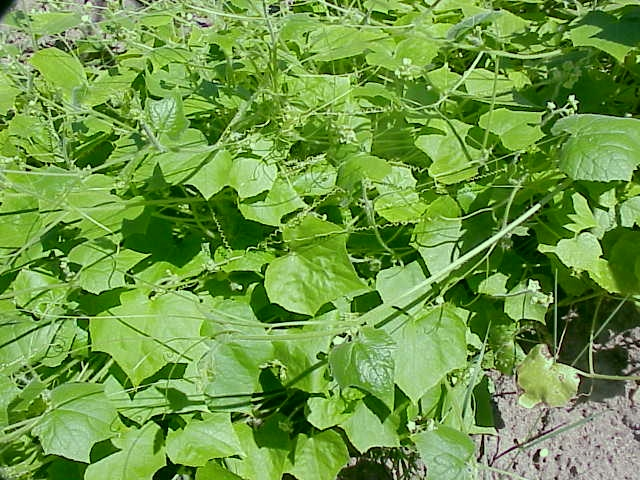
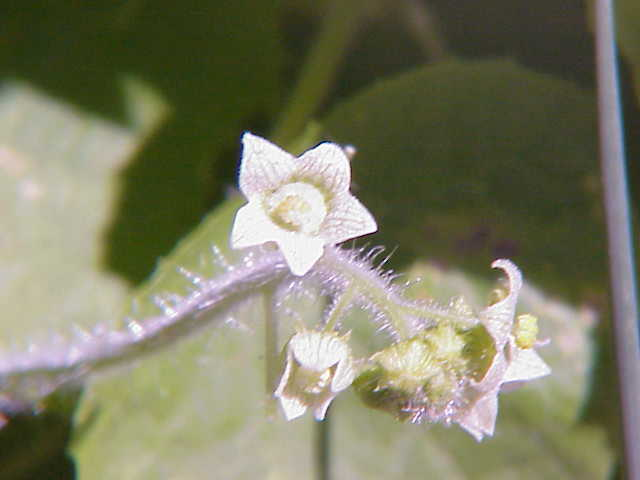
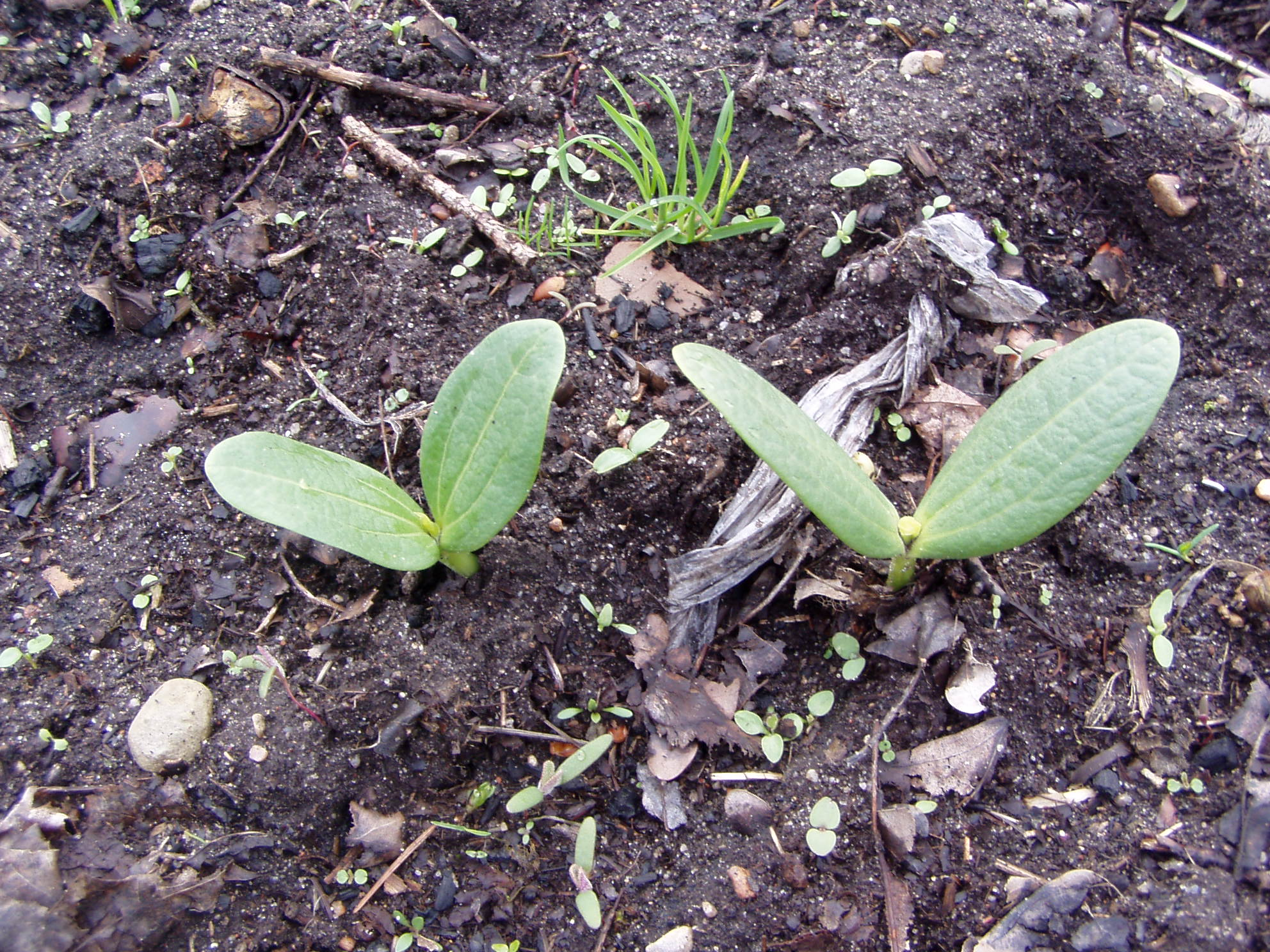
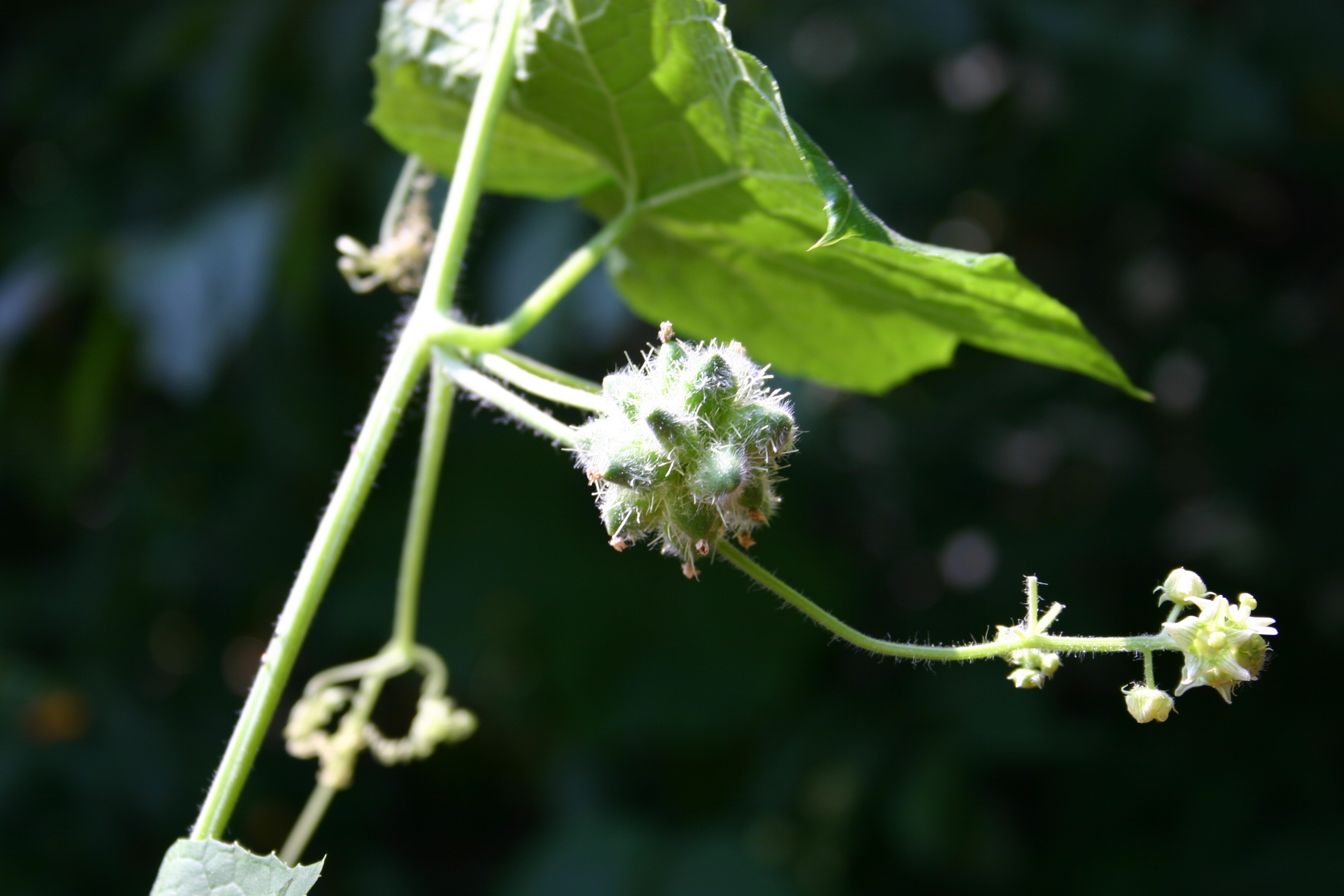